# France Business School
Pour les articles homonymes, voir FBS.
France Business School (FBS) était une école de commerce française, créée en 2012 par la fusion de quatre écoles :
- l’École supérieure de commerce et de management (ESCEM) à Tours, Poitiers et Orléans,
- l'École supérieure de commerce d'Amiens (ESC Amiens)[1],
- l'École supérieure de commerce de Clermont (ESC Clermont),
- l'École supérieure de commerce Bretagne Brest (ESC Bretagne Brest).

Le projet France Business school a pris fin le premier janvier 2015,  les quatre établissements fondateurs, l'ESC Amiens, Tours-Poitiers, Brest et Clermont-Ferrand, ayant repris leur indépendance juridique, financière et sociale à partir de cette date.
 

## Historique
La création de fBS intervient dans une période de fusions entre écoles de commerces françaises, dans le but d'atteindre une taille critique sur le plan international. L'annonce officielle a eu lieu le 22 mai 2012. Un temps annoncé comme regroupant six à sept écoles, fBS a finalement été annoncée comme la fusion de quatre écoles préexistantes : l’École supérieure de commerce et de management (ESCEM) à Tours-Poitiers-Orléans, l'École supérieure de commerce d'Amiens (ESC Amiens), l'École supérieure de commerce de Clermont (ESC Clermont), l'École supérieure de commerce Bretagne Brest (ESC Bretagne Brest). Les écoles de La Rochelle et Troyes ont en effet décliné l'offre, tout comme l'école de Pau.
Dès la première année, fBS rencontre de très fortes difficultés. Sa sélectivité est moindre (90% des candidats sont admis) et son recrutement ne lui permet pas d'atteindre ses objectifs de chiffre d'affaires : 33 millions d'euros au lieu des 42,5 millions prévus.
Après 3 ans et l'échec de cette fusion, les écoles ont repris leur autonomie.
L'échec de fBS est analysé dans un article de recherche par le prisme de la légitimité stratégique.

## Mode de recrutement
Lors de sa création, fBS a annoncé son retrait des banques d'épreuves existantes (BCE, Ecricome) et a mis en place un système d'admission différent du système traditionnel de recrutement par concours, via l'organisation de journées de recrutement nommées « Talent Days » dans une vingtaine de villes françaises.
Ce recrutement cible différents profils :
- Étudiants en 2e année de classe préparatoire
- Titulaires d'un Bac+2 ou inscrit en L3
- Étudiants ayant au moins un Bac+3
- Les diplômés d’un cursus en gestion ou en management
- Les étudiants étrangers titulaires d’un bachelor
- Les profils atypiques (étudiants qui auraient connu des parcours non linéaires).

## Localisations
Aux sites correspondant aux campus des écoles ayant fusionné lors de la création de fBS (Amiens, Brest, Clermont-Ferrand, Orléans, Poitiers, Tours) s'ajoutaient : 
- un site associé : Vannes
- des sites à l'étranger : Pékin et Shanghai